# Кам'яниця Седмирадських
Кам'яниця Седмирадських — будинок № 42 площі Ринок у Львові.49°50′33″ пн. ш. 24°01′54″ сх. д. / 49.842621° пн. ш. 24.031601° сх. д.

## Архітектура
Житловий будинок, XVIII століття. Перебудований у XIX столітті.
Цегляний, витягнутий вглиб ділянки, триповерховий з мансардою. Простий строгий фасад розчленований плоскими лопатками.